# Auneuil
Auneuil község Franciaország Hauts-de-France régiójában, Oise megyében. Új községként 2017. január 1-jén jött létre, amikor a régi Auneuil Troussures korábbi községgel egyesült.
Lakosainak száma 2679 fő (2018. január 1.). Auneuil Beaumont-les-Nonains, Berneuil-en-Bray, La Houssoye, Rainvillers, Saint-Léger-en-Bray, Saint-Martin-le-Nœud, Troussures, Villotran, Les Hauts-Talican és Beaumont-les-Nonains községekkel határos.

## Népesség
A település népességének változása:
| Lakosok száma | 2803 | 2774 | 2990 | 2706 | 2679 |
|               | 2013 | 2015 | 2016 | 2017 | 2018 |